# Plaza de toros de Teruel
La plaza de toros de Teruel es un coso taurino de estilo neomudéjar. El edificio fue construido en 1934 y está situado en el número 1 de la calle Granada en el Ensanche turolense.

## Historia

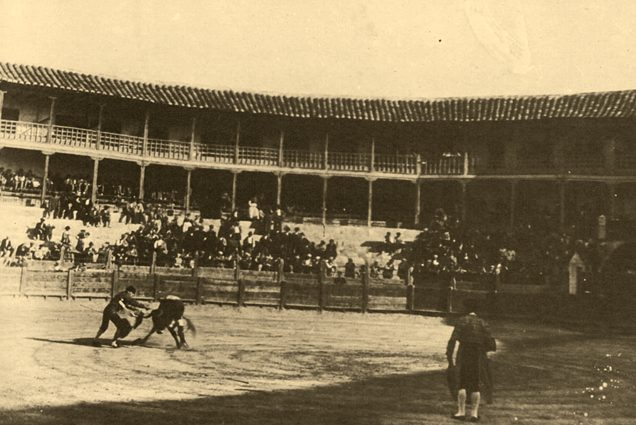
La antigua plaza de toros de Teruel, derruida en 1933.

En 1933 fue derruida la antigua plaza de toros (solar de la actual iglesia de San León Magno, en los llanos de San Cristóbal) construida en 1850 y que se encontraba en la carretera de Alcañiz. Este edificio había sido declarado en ruinas en 1929.
La nueva plaza de toros, cuya construcción se llevó a cabo a inicios de 1934, fue proyectada en el Ensanche de Teruel, la parte nueva de la ciudad que alberga la expansión hacia el sur de la urbe. Esta ubicación causó polémica porque en el terreno se esperaba la construcción de la prisión provincial. El arquitecto encargado de las obras fue Juan Antonio Muñoz Gómez y el contratista José Plaza, que usaron los planos de Santiago Gisbert. La obra fue financiada por el Ayuntamiento de Teruel (que abonó el 50 % del coste, quedando como propietario de la plaza), la Cámara de Comercio y una suscripción popular, ascendiendo la cuantía a 300.000 pesetas.

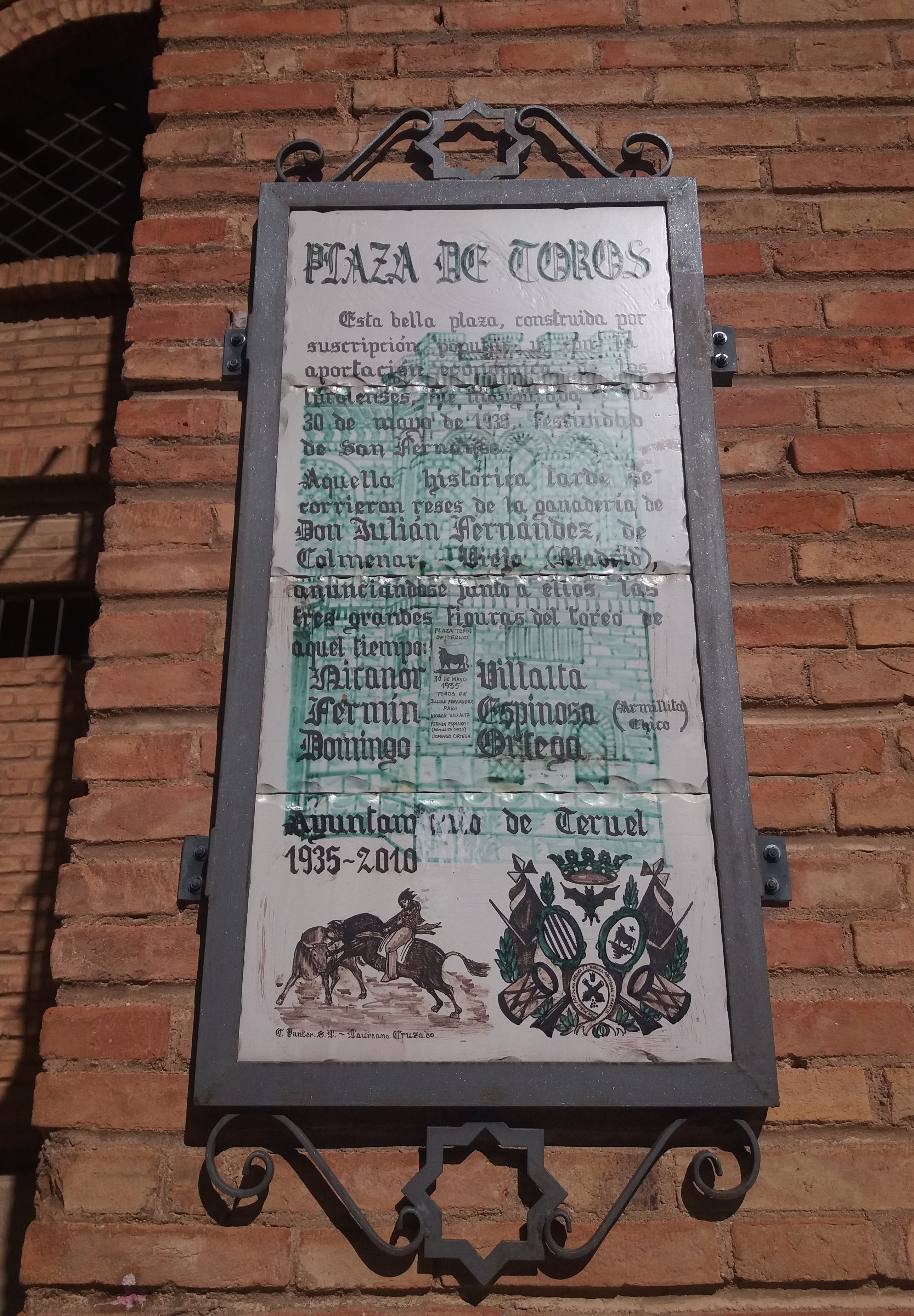
Placa conmemorativa por el 75 aniversario de la plaza, con información de su inauguración.

El primer arrendatario de la plaza fue el torero Domingo González Mateos, quién debía abonar 8.000 pesetas anuales. La inauguración, el 30 de mayo de 1935, se realizó durante las fiestas patronales de San Fernando, anunciándose toros de la ganadería de María Montalvo, y la participación de los toreros Nicanor Villalta, Armillita Chico y Domingo Ortega. Los toros de Montalvo fueron sustituidos por otros de Julián Fernández al no pasar el reconocimiento veterinario. Villalta fue el primer torero en matar un toro en la plaza, por lo cual se llevó dos orejas.
Durante la Guerra civil española la plaza de toros, como toda la ciudad, fue escenario de la batalla de Teruel, por lo cual la actividad taurina fue suspendida entre 1937 y 1939. En ella sucedieron algunos combates, sufriendo algunos daños. También sirvió de campo de concentración usado por ambos bandos. Tras la guerra se reanudaron los espectáculos taurinos.
En 2010, con motivo del 75 aniversario de la plaza, se realizaron una serie de actividades culturales y taurinas, así como trabajos de mantenimiento y enlucimiento del coso turolense.
El 9 de julio de 2016 el torero español Víctor Barrio muere en la enfermería de la plaza a causa de una herida mortal durante la faena taurina. Tras el fatal suceso se planteó cambiar el nombre de la plaza por el del torero fallecido, pero no prosperó la iniciativa, aunque si que se colocó una placa en honor al diestro fallecido.

## Descripción
El edificio está construido en estilo neomudéjar usándose ladrillo turolense. El diámetro del ruedo es de cincuenta metros y tenía originalmente una capacidad de 6.407 localidades (palcos incluidos). Tiene dos torreones almenados en su fachada, que descansa en un zócalo corrido en donde se ordenan vanos que abarcan la altura del edificio.
Dentro del recinto también se ha instalado el Museo de la Vaquilla.

## Festejos y actividades
En julio, durante la fiesta de La Vaquilla del Ángel, se celebra la Feria del Ángel. Así mismo, el coso taurino es el escenario donde las peñas de la ciudad se reúnen para realizar una merienda que marca el inicio de las fiestas turolenses.
Además de eventos taurinos, la plaza de toros sirve de escenario para otro tipo de actividades, como conciertos musicales, o torneos medievales, celebrado en honor a Las Bodas de Isabel de Segura, una recreación histórica de Los amantes de Teruel en el mes de febrero.